# Suriname-Rivier (schip, 1910)
Het lichtschip Suriname-Rivier werd in 1909-1910 in opdracht van het Nederlandse Ministerie van Koloniën gebouwd door scheepswerf Conrad in Haarlem. In 1911 voer het schip naar Suriname, waar het de monding van de Surinamerivier markeerde en tevens dienst deed als uitvalsbasis voor de loodsen die zeeschepen van en naar de haven van Paramaribo leidden. In 1968 werd het schip vervangen door een ander lichtschip en in 1972 definitief uit dienst genomen. Nadat het in een nat dok op het terrein van Fort Nieuw-Amsterdam was geplaatst, werd het een van de bezienswaardigheden van het gelijknamige openluchtmuseum. Het schip is sinds 1978 niet meer grondig onderhouden en verkeert in een staat van ernstig verval.
Na de tewaterlating in 1910, kreeg Johan Wijsmuller opdracht de lichttoren te demonteren en het schip zeilklaar te maken voor de overtocht naar West-Indië. Op 27 februari werd het schip vanuit IJmuiden tot voorbij Ouessant (Finistère, Bretagne) gesleept, waarna de zeiltocht door Wijsmuller en zijn zeskoppige bemanning zelfstandig werd voortgezet. Na een reis van minder dan 40 dagen, waarvan 12 met storm, arriveerde het schip op 6 april 1911 in Paramaribo. Daar werd de lichttoren teruggeplaatst.
Nadat het nieuwe lichtschip in 1911 in dienst was genomen, werd het oude lichtschip op 28 november 1912 bij openbare inschrijving verkocht.
De monding van de Surinamerivier werd voor het eerst met een lichtschip gesignaleerd tijdens het bestuur van Charles Pierre Schimpf, die van 1855 tot 1859 gouverneur van Suriname was, waarschijnlijk vanaf het jaar 1858. Het in 1910 gebouwde schip werd opgevolgd door twee andere lichtschepen bij de monding van de Surinamerivier, waarvan het laatste in 1981 buiten dienst werd gesteld.

## Beschrijving

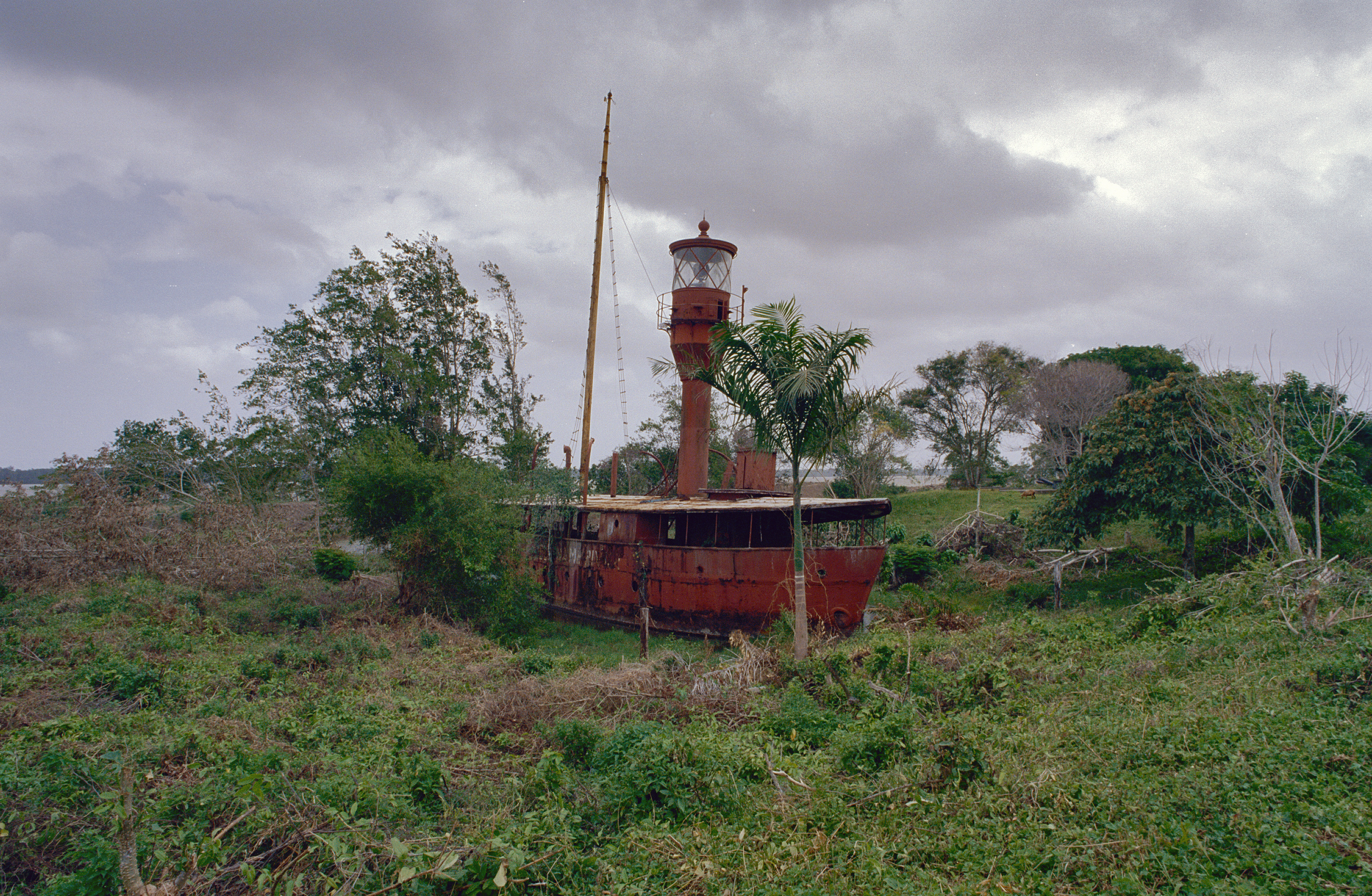
Het lichtschip in 1998.

Scheepswerf Conrad in Haarlem bouwde het schip in 1909-1910 in opdracht van het Nederlandse Ministerie van Koloniën. Het ging hier om een van de eerste in Nederland gebouwde stalen schepen. Het vaartuig had een lengte van 24,85 m, een breedte van 6,83 m, een diepgang van 2 m en een waterverplaatsing van 160 ton. Het was uitgerust met een vast zonnedek dat het volledige dekoppervlak besloeg, waarop plaats was voor twee reddingsloepen. De lichttoren had een hoogte van 11,58 m boven de waterspiegel en op het achterschip bevond zich een seinmast.
Het zich voor de monding der Suriname-rivier bevindend Lichtschip is een nieuw stalen lichtschip, toonende een bliksemlicht met elke 5 seconden eene schittering, zichtbaar tot op 11 zeemijlen, lichtbron tweespits petroleumlamp, lichtsterkte 4500 N.K.

Het schip geeft een mistsein elke 20 seconden een stoot van 3 seconden door een sirene werkende met samengeperste lucht.

Het licht is geplaatst op een toren ter hoogte van 11.58 M. boven den waterspiegel, terwijl op het achterschip zich bevindt een mast met seinra. Over dag wordt van den top van dien mast een blauwe vlag getoond.

Des nachts wordt op het voorschip een wit aankerlicht gevoerd. Het schip is rood geschilderd, terwijl aan weerszijden den naam ‘SURINAME-RIVIER’ met groote letters is aangebracht.

Het schip ligt in plm. 12 Eng. vtn. water L.W.S. op ongeveer 6o 2′ 7″ N. Br. en 5o 13′, ½ W.L.
Op het vuurschip zijn vaak loodsen aanwezig, vooral wanneer schepen verwacht worden.— Surinaamsche Almanak voor het Jaar 1913, p. 199.